# Willow City (Dakota del Norte)
Willow City es una ciudad ubicada en el condado de Bottineau en el estado estadounidense de Dakota del Norte. En el censo de 2010 tenía una población de 163 habitantes y una densidad poblacional de 138,32 personas por km².

## Geografía
Willow City se encuentra ubicada en las coordenadas 48°36′16″N 100°17′36″O / 48.60444, -100.29333. Según la Oficina del Censo de los Estados Unidos, Willow City tiene una superficie total de 1.18 km², de la cual 1.18 km² corresponden a tierra firme y (0%) 0 km² es agua.

## Demografía
Según el censo de 2010, había 163 personas residiendo en Willow City. La densidad de población era de 138,32 hab./km². De los 163 habitantes, Willow City estaba compuesto por el 95.09% blancos, el 0.61% eran afroamericanos, el 2.45% eran amerindios, el 0% eran asiáticos, el 0% eran isleños del Pacífico, el 0% eran de otras razas y el 1.84% pertenecían a dos o más razas. Del total de la población el 0.61% eran hispanos o latinos de cualquier raza.